# Götz von Langheim

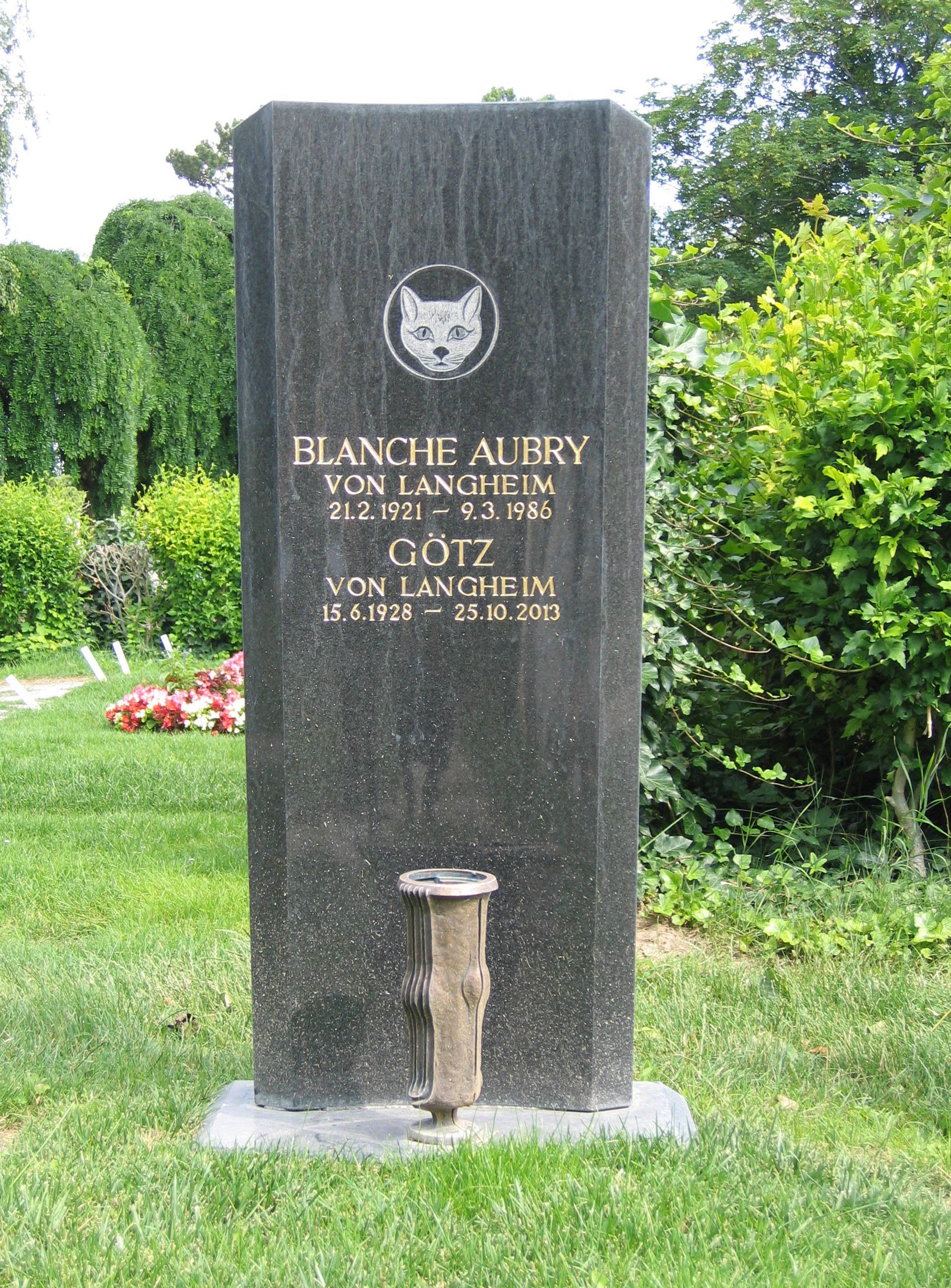
Ehrenhalber gewidmetes Grab des Schauspielers und Tierschützers Götz Langheim und seiner Gattin, der Schauspielerin Blanche Aubry

Götz von Langheim (* 15. Juni 1928 in Berlin; † 25. Oktober 2013 in Krems an der Donau) war ein deutscher Schauspieler.

## Leben
Götz Freiherr von Langheim hatte in der Spätphase des Weltkriegs als Luftwaffenhelfer an der Flak gedient und kurz nach Kriegsende Schauspielunterricht bei seiner Mutter, der Schauspielerin Helga Lundberg, genommen. In Düsseldorf spielte er, noch keine 20 Jahre alt,  unter Gustaf Gründgens: Es folgten Engagements nach Osnabrück, Trier, Kaiserslautern und Baden-Baden. Am Kleinen Theater im Zoo in Frankfurt am Main war er unter der Intendanz Fritz Rémonds u. a. mehrere Jahre lang Partner von Hans-Joachim Kulenkampff. Weitere Verpflichtungen brachten ihn an die Hamburger Bühnen Theater im Zimmer und die Kleine Komödie. In den 70er und 80er Jahren trat er auch am Wiener Burgtheater auf. Langheims soignierte Erscheinung und sein aristokratisches Aussehen ließen ihn rasch in das ebensolche Rollenfach und das Fach eleganter Uniformträger (wie z. B. Offiziere) hineinwachsen.
Mitte der 1950er Jahre kamen erste Angebote vom Film hinzu, nahezu zeitgleich begann Langheim auch für das Fernsehen zu arbeiten. Um 1958 war er für kurze Zeit als Rundfunksprecher in deutschsprachigen Sendungen von Radio Luxemburg in Luxemburg tätig.
Baron Langheim war seit 1959 mit der Schweizer Schauspielerin Blanche Aubry verheiratet.
Langheim engagierte sich Jahrzehnte lang für Tierschutz und Tierrechte. Er war unter anderem Präsident des 1978 gegründeten bundesweiten Dachverbandes „Zentralverband der Tierschutzvereine Österreichs (ZTÖ)“ sowie Vorstandsmitglied des „Katzenheimes Freudenau“.

## Filmografie
- 1955: Der Cornet – Die Weise von Liebe und Tod
- 1955: Unternehmen Schlafsack
- 1959: Alt-Heidelberg
- 1963: Die Grotte
- 1964: Die Verbrecher
- 1967: Herr Hesselbach und der Graf von Hesselbach
- 1968: Schloß in den Wolken
- 1978: Holocaust – Die Geschichte der Familie Weiß (Holocaust) (TV)
- 1983: Wagner (Mehrteiler)
- 1984: Weltuntergang
- 1982: Tatort (TV-Reihe)
- 1987: Tatort: Pension Tosca oder Die Sterne lügen nicht (TV-Reihe)
- 1988: Wiener Walzer
- 1988–1989: Ringstraßenpalais (Serie)
- 1989: Feuersturm und Asche (Mehrteiler)